# Table des caractères Unicode/U0860
Cette page contient des caractères spéciaux ou non latins. S’ils s’affichent mal (▯, ?, etc.), consultez la page d’aide Unicode.
Table des caractères Unicode U+0860 à U+089F (2 144 à 2 207 en décimal) (écrits de droite à gauche).

## Syriaque – supplément(Unicode 10.0)
Lettres supplémentaires de l’alphabet « suriyani malayalam », également connu comme « garshuni » (karshoni) ou « syriaque malayalam », utilisées pour l’écriture avec l’abjad syriaque.

### Table des caractères
| en fr  | 0 | 1 | 2 | 3 | 4 | 5 | 6 | 7 | 8 | 9 | A | B | C | D | E | F |
| ------ | - | - | - | - | - | - | - | - | - | - | - | - | - | - | - | - |
| U+0860 | ࡠ | ࡡ | ࡢ | ࡣ | ࡤ | ࡥ | ࡦ | ࡧ | ࡨ | ࡩ | ࡪ |   |   |   |   |   |